# Коппель, Эва

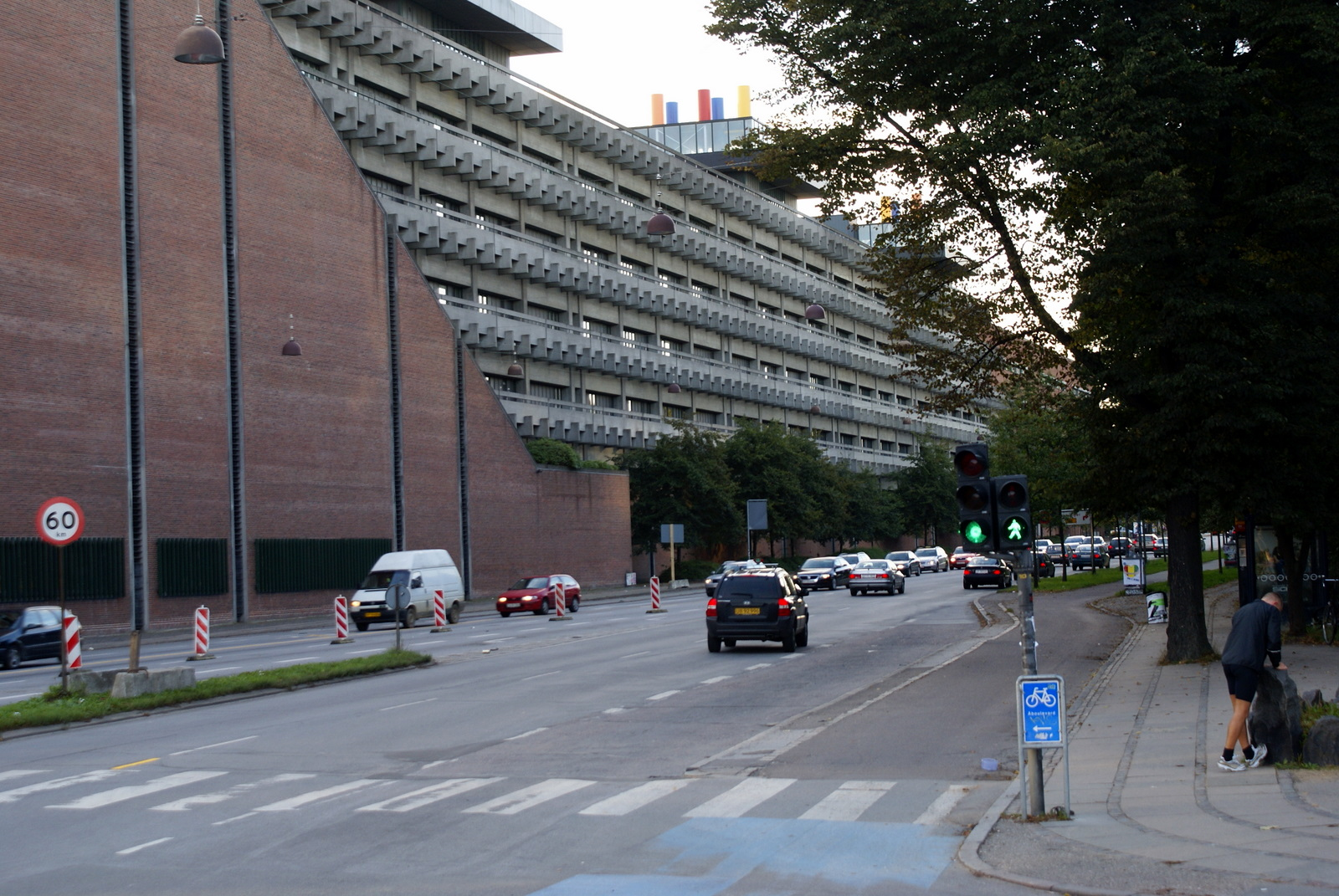
Здание Панум, архитекторы Эва и Нильс Коппели, закончено в 1986 году

Эва Коппель (дат. Eva Koppel, урождённая Дитлевсен (дат. Ditlevsen); 1 января 1916, Копенгаген — 2 августа 2006, там же) — датский архитектор, которая вместе со своим мужем Нильсом руководила одной из крупнейших архитектурных фирм Дании (KKET, позднее KKE).

## Биография
Эва Коппель родилась в семье директора банка. Она получала образование в Датской королевской академии изящных искусств в Копенгагене в 1935—1941 годах. В 1936 году она вышла замуж за архитектора Нильса Адольфа Коппеля (1914—2009), вместе с которым Эва работала в студии архитектора Альвара Аалто в Финляндии (1938—1939), а затем присоединились к нему в Стокгольме (1943—1945), прежде чем основали свою собственную студию в 1946 году. Первоначально они проектировали довольно просто стилизованные односемейные дома, включая дом Хеннинга Коппеля в Биркерёде и их собственный дом в Гентофте (1946), который до сих пор принадлежит их семье.
Прорыв в их карьере архитекторов произошёл с проектировкой павильона Лангелиние (дат. Langeliniepavillonen) в 1957 году. Впоследствии супруги приобрели известность своими проектами крупных общественных зданий и проектами реставраций таких строений, как Институт Ханса Кристиана Эрстеда в Копенгагене (Северный кампус Копенгагенского университета, 1955—1962), Датский технический университет в Лундтофте (1961—1975), здание Панум в Копенгагене (часть Северного корпуса Копенгагенского университета, 1966—1986), а также Южный кампус Копенгагенского университета в Амагере (1972—1979). Все эти здания были спроектированы в стиле брутализма. Кроме того, супруги Коппель внесли свой вклад в создание Государственного музея искусств (1966—1970).
В 1955 году Эва Коппель была награждена медалью Эккерсберга. С 1951 по 1973 год она была заместителем главы Школы дизайна для женщин (Tegne- og kunstindustriskolen for kvinder), а в 1972 году стала членом Датской королевской академии изящных искусств. Кроме того, Эва Коппель запомнилась как музыкальная и творческая личность, а также как талантливый администратор.